# 桑根村
桑根村（くわねそん）は、山口県玖珂郡にあった村。現在の岩国市美川町南桑・美川町根笠にあたる。

## 地理
- 山岳：物見ヶ岳、峰尾山、根笠山、石童山、上田山
- 河川：錦川

## 歴史
- 1889年（明治22年）4月1日 - 町村制の施行により、南桑村・根笠村の区域をもって発足。
- 1951年（昭和26年）10月 - ルース台風による被害。死者・行方不明者73人、重軽傷者379人、家屋喪失205世帯[1]。
- 1955年（昭和30年）7月20日 - 河山村と合併して美川村が発足。同日桑根村廃止。

## 交通

### 鉄道路線
現在は旧村域に錦川鉄道錦川清流線の椋野駅・南桑駅・根笠駅が所在するが、当時は未開業。

### 道路
- 国道187号